# 1533 w polityce
Wydarzenia polityczne w 1533 roku.
Podbój Peru przez Hiszpanów:
- 26 lipca - proces Atahuallpy, który został skazany na śmierć przez konkwistadorów[1].
- koniec lipca - koronacja Tupaca Huallpy na inkę z inspiracji Francisca Pizzara[2].
- 11 sierpnia - konkwistadorzy wraz ze wspierającymi ich sojusznikami inki Tupaca Huallpy rozpoczynają wyprawę na Cuzco[2].
- 12 października - bitwa pod Jauja: zwycięstwo konkwistadorów na Inkami[2].
- 29 października - bitwa pod Vilcashuaman pomiędzy konkwistadorami pod dowództwem Hernanada de Soto a Inkami dowodzonymi przez Quisquisa[3].
- 8 listopada - bitwa pod Vilcacongą pomiędzy konkwistadorami pod dowództwem de Soto a Inkami dowodzonymi przez Quisquisa[3].
- 13 listopada - Francisco Pizzaro i Manco Inka zawarli sojusz w Jaquijahuana[4].
- 15 listopada - sojusznicze siły konkwistadorów i inki Manco Inki wkroczyły do Cuzco[5].
- grudzień - koronacja Manco Inki na władcę Inków z inspiracji Francisco Pizzaro[6].

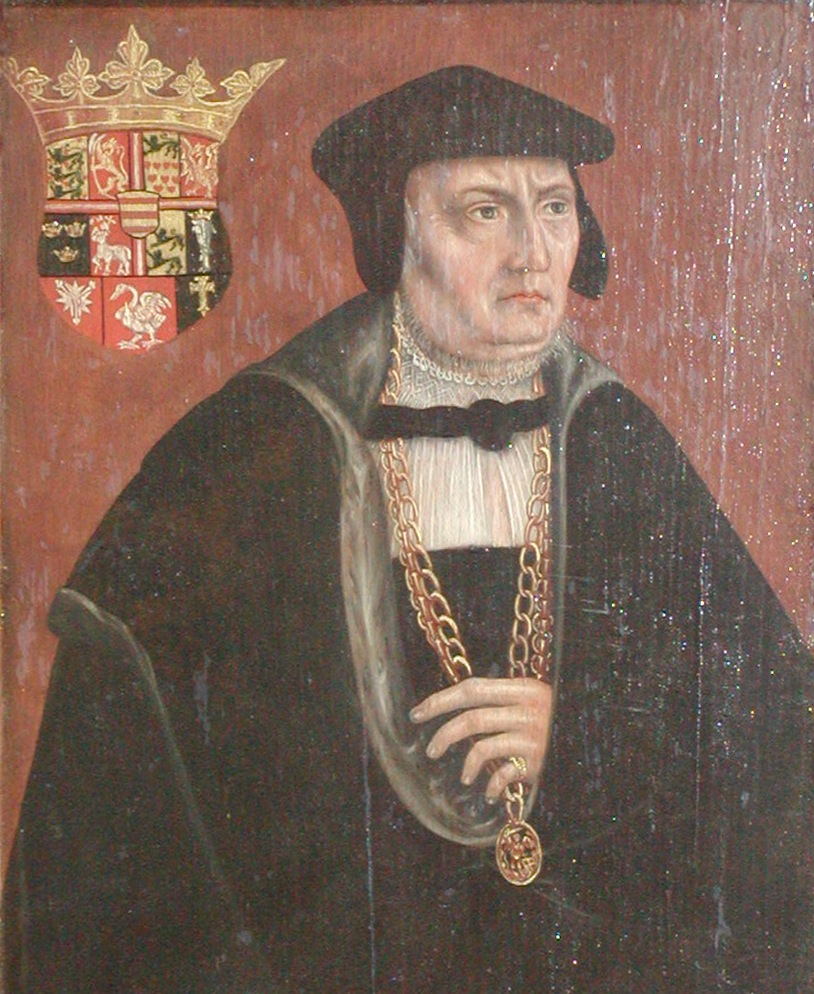
Fryderyk I Oldenburg

## Urodzili się
- 7 września – Elżbieta I Tudor, królowa Anglii[7].

## Zmarli
- 10 kwietnia – Fryderyk I Oldenburg, król Danii i Norwegii[8].
- 26 lipca – Atahualpa, władca Inków[9].
- 27 października - Tupac Huallpa, władca Inków[2].